# Torneo de Portoroz 2022
El Zavarovalnica Sava Portorož 2022 fue un torneo femenino de tenis que se jugó en pistas duras. Se trató de la 8.ª edición de la Zavarovalnica Sava Portorož, como parte del calendario de torneos wta 250 de la WTA Tour 2022. Se llevó a cabo en Portorož (Eslovenia) del 12 al 18 de septiembre de 2022.

## Distribución de puntos
| Modalidad           | Campeona | Finalista | Semifinales | Cuartos de final | 2ª ronda | 1ª ronda | Clasificadas | 3ª ronda de clasificación | 2ª ronda de clasificación | 1ª ronda de clasificación |
| Individual femenino | 280      | 180       | 110         | 60               | 30       | 1        | 18           | 14                        | 10                        | 1                         |
| Dobles femenino     | 280      | 180       | 110         | 60               | -        | 1        | -            | -                         | -                         | -                         |

## Cabezas de serie

### Individuales femenino
| Tenista               | Ranking | Preclasificada |
| Emma Raducanu         | 11      | 1              |
| Beatriz Haddad Maia   | 15      | 2              |
| Elena Rybakina        | 39      | 3              |
| Martina Trevisan      | 27      | 4              |
| Ekaterina Alexandrova | 28      | 5              |
| Alizé Cornet          | 40      | 6              |
| Bernarda Pera         | 45      | 7              |
| Ajla Tomljanović      | 48      | 8              |
| Anastasia Potapova    | 52      | 9              |

- Ranking del 29 de agosto de 2022.

### Dobles femenino
| Tenista                             | Ranking | Preclasificada |
| Nicole Melichar Laura Siegemund     | 61      | 1              |
| Anastasia Potapova Yana Sizikova    | 114     | 2              |
| Alicia Barnett Olivia Nicholls      | 141     | 3              |
| Ekaterina Alexandrova Vivian Heisen | 151     | 4              |

## Campeonas

### Individual femenino
Kateřina Siniaková venció a  Elena Rybakina por 6-7(4), 7-6(5), 6-4

### Dobles femenino
Marta Kostyuk /  Tereza Martincová vencieron a  Cristina Bucșa /  Tereza Mihalíková por 6-4, 6-0